# Thanks for the Dance
Thanks for the Dance – piętnasty i ostatni album studyjny kanadyjskiego muzyka i barda Leonarda Cohena, wydany pośmiertnie album z niepublikowanymi wcześniej nagraniami z prac nad albumem You Want It Darker. Datę premiery wyznaczono na 22 listopada 2019 roku nakładem wytwórni muzycznej Sony Music.
W Polsce nagrania uzyskały certyfikat złotej płyty.

## Lista utworów
Lista według źródła:
| 1. | „Happens to the Heart”      | 4:33  |
|    |                             |       |
| 2. | „Moving On”                 | 3:12  |
|    |                             |       |
| 3. | „The Night of Santiago”     | 4:15  |
|    |                             |       |
| 4. | „Thanks for the Dance”      | 4:14  |
|    |                             |       |
| 5. | „It’s Torn”                 | 2:58  |
|    |                             |       |
| 6. | „The Goal”                  | 1:12  |
|    |                             |       |
| 7. | „Puppets”                   | 2:40  |
|    |                             |       |
| 8. | „The Hills”                 | 4:18  |
|    |                             |       |
| 9. | „Listen to the Hummingbird” | 2:01  |
|    |                             |       |
|    |                             | 29:23 |
|    |                             |       |

## Listy tygodniowe
| Kraj              | Lista                      | Pozycja |
| ----------------- | -------------------------- | ------- |
| Australia         | Australian Charts          | 11      |
| Austria           | Ö3 Austria Top 40          | 2       |
| Belgia            | Ultratop (Flandria)        | 1       |
| Belgia            | Ultratop (Walonia)         | 10      |
| Czechy            | ČNS IFPI                   | 7       |
| Dania             | Danish Charts              | 3       |
| Finlandia         | Suomen virallinen lista    | 17      |
| Francja           | Les Charts                 | 15      |
| Hiszpania         | Spanish Charts             | 7       |
| Holandia          | Dutch Album Top 100        | 5       |
| Irlandia          | Irish Albums Chart         | 6       |
| Kanada            | Billboard Canadian Albums  | 1       |
| Litwa             | Albumų Top 100             | 58      |
| Niemcy            | Offizielle Deutsche Charts | 5       |
| Norwegia          | VG-lista                   | 2       |
| Nowa Zelandia     | New Zealand Charts         | 4       |
| Portugalia        | Portuguese Charts          | 1       |
| Stany Zjednoczone | Billboard 200              | 61      |
| Stany Zjednoczone | Americana/Folk Albums      | 1       |
| Szkocja           | Scottish Albums Chart      | 6       |
| Szwajcaria        | Schweizer Hitparade        | 4       |
| Szwecja           | Swedish Charts             | 6       |
| Węgry             | Album Top 40 slágerlista   | 23      |
| Wielka Brytania   | UK Albums Chart            | 7       |
| Wielka Brytania   | UK Vinyl Albums            | 3       |
| Włochy            | Italian Charts             | 11      |

## Certyfikaty sprzedaży
- Austria (IFPI Austria) – złota płyta[61]
- Polska (OLiS) – złota płyta[33]